# Río Cauca
El río Cauca es el segundo río más importante de Colombia. Nace cerca de la laguna del Buey en el Macizo Colombiano, específicamente en el Parque nacional natural Puracé en los límites entre los departamentos de Cauca y Huila. En su recorrido entre las cordilleras Central y Occidental, el río Cauca pasa por más de 180 municipios en los departamentos de Cauca, Valle del Cauca, Risaralda, Caldas, Antioquia, Sucre y Bolívar hasta desembocar cerca de la cabecera municipal de Pinillos. Su cuenca hidrográfica es de aproximadamente 63 300 km². Es lugar de diversas actividades productivas como la industria azucarera, cultivo de café, generación de electricidad, explotación minera y agrícola. Sus principales afluentes son el río Nechí, La Vieja y Río San Juan (Colombia). En junio de 2019, el tribunal superior de Medellín, lo declaró sujeto de derechos.

## Origen del nombre
El actual nombre Cauca es de significado desconocido y es difícil precisar su origen. Se sabe que los aborígenes lo llamaban Bredunco, mientras los primeros españoles en la región lo llamaban Río Grande, Cauca o Marta. El nombre de Marta viene a que los fundadores veían al Cauca y Magdalena como ríos hermanos y los nombraron en honor a las santas hermanas del Evangelio: Santa Marta y María Magdalena.
El nombre de Río Grande castellanizado por los conquistadores españoles es Río Hauca, hoy Río Cauca es de origen Emberá, Haucadam pronunciado Jaucadó, Hauca en Quechua  significa Grande y Dam Río.
Según Jaime Arroyo, los indígenas Gorrones lo llamaban “Lili”. Fray Pedro Simón en sus Notas Historiales da claridad sobre el actual nombre, al afirmar que su origen se debe a un cacique de la región llamado Cauca, aunque no es claro de qué región es este cacique, pues Cieza de León dice que el cacique habitaba la región de Mompós.
Existe un antiguo asentamiento romano en España llamado Cauca, actual Coca en la Provincia de Segovia.

## Curso

### Cauca
El río Cauca nace en el departamento de Cauca, al sur de la Laguna del Buey y al sureste de la población de Paletará en el municipio caucano de Puracé. Cerca de esta laguna nace de igual manera en el río Mazamorras, el cual toma dirección hacia sureste, opuesta a la del Cauca, hasta desembocar en el río Magdalena cerca a la población de Pinillos en el departamento de Bolívar.
El naciente río Cauca baja de los páramos en dirección noroeste, entre los volcanes Puracé y Sotará, formando el Valle del Paletará. Ya en este valle recibe al río Negro, en su lado izquierdo, y gira tomando la dirección sur-norte, marcando el límite entre los municipios de Sotará y Puracé.
Poco antes de pasar la población de Coconuco recibe los ríos Change y la Calera por su lado derecho. En el cambio de dirección para tomar el sentido este-oeste recibe al río las Piedras de nuevo por la derecha.
En la ciudad de Popayán y su área de influencia, el río Cauca pasa por más de 10 km de urbe alcanzando a tener 40 m de ancho en promedio. El río sale de Popayán entre las loma de San Rafael y la Loma Larga hasta alcanzar la población de Río Hondo donde recibe por el lado izquierdo al afluente homónimo poco antes de recibir los ríos Palacé (costado derecho) y Sucio (lado izquierdo).
Después de recibir estos tres afluentes, y ya en el municipio de Cajibío, el Cauca se encamina en dirección sur-norte hasta la población de El Dinde, donde recibe a los ríos Cajibío por la derecha y Dinde por la izquierda, y entra al municipio caucano de Morales. Otros afluentes más hacia el norte son los ríos Inguíto y Marilopito sobre la izquierda, que marcan la entrada al municipio de Suárez.
Siguiendo hacia el norte, el río Cauca pasa por la primera alteración artificial de su caudal en el embalse Salvajina, construido por la Corporación Regional Autónoma del Valle del Cauca (CVC). La función primaria de este embalse es controlar las aguas del Cauca en la temporada invernal evitando inundaciones en el Valle del Cauca. La represa de Salvajina también se emplea como hidroeléctrica a nivel secundario, y alcanza a tener más 22 km de largo y hasta 1 km de ancho.
En la punta norte de la Salvajina se encuentra la cabecera municipal de Suárez. Tras dejar esta población, el río Cauca se encuentra con el río Ovejas (lado derecho) que marca el límite entre los municipios de Suárez y Buenos Aires.
El río sigue hacia el norte, pasando por varias poblaciones pequeñas hasta alcanzar el límite interdepartamental entre Cauca y Valle del Cauca en el lugar donde recibe al río Timba en su margen izquierda. Este afluente conjuntamente con el río Cauca y el río Desbaratado (afluente por la derecha) definen la parte oriental del límite sur del Valle del Cauca.
Entre las desembocaduras de los ríos Timba y Desbaratado, todos los afluentes del lado derecho son del departamento del Cauca y los del lado izquierdo pertenecen al Valle del Cauca. En este tramo fronterizo los tributantes del lado derecho más importantes son: el río Teta cerca de la población de Lomitas, el río Quilichao que pasa por Santander de Quilichao, y el río Palo que pasa por Puerto Tejada.

### Valle del Cauca
Al entrar al Valle del Cauca, el río pierde las montañas que lo encauzaban por largos tramos en direcciones fijas y entra a un valle abierto donde se vuelve sinuoso, caracterizado por múltiples meandros y madreviejas.
En el municipio de Jamundí, la primera población por la que pasa el río es Robles, cerca de la cual hay varias madreviejas correspondientes a cursos antiguos del Cauca. Posteriormente atraviesa por el oriente de la ciudad de Cali hasta llegar a los límites de Yumbo, recorriendo hacia el norte pasando por el municipio de Yotoco y la vía 40 cerca del municipio de Buga, luego sigue hacia el norte recorriendo a lo largo de todo el departamento pasando por el municipio de Roldanillo, La Victoria, La Unión su recorrido entre los municipios de la Subregión del Norte,  Cartago y Ansermanuevo, para luego convertirse en el límite entre el departamento del Valle del Cauca y el departamento de Risaralda.

### Risaralda
El río Cauca, en su recorrido por este departamento se encuentra con los municipios de Pereira, La Virginia, Quinchía, Marsella y Balboa. En el cual recibe las aguas del Río Risaralda por su margen izquierda, que drena gran parte del municipio y el Río Otún por su margen derecha, el cual drena la mayor parte de la capital risaraldense.

### Caldas
El río atraviesa el departamento de Caldas encontrándose con los municipios de Anserma, Belalcázar,  Chinchiná, Manizales, Neira, Palestina, Risaralda, Riosucio, Supía, Filadelfia, La Merced, Marmato, Pácora, y el municipio de Aguadas.

### Antioquia
Comienza su recorrido en jurisdicción del municipio de Caramanta en la margen izquierda del río, justo después de la desembocadura del río Arquía, luego hace frontera entre Caldas y Antioquia hasta la desembocadura del río Arma en la margen derecha del cauca, a partir de allí, en el municipio de La Pintada se interna completamente en Antioquia, cruzando numerosas poblaciones entre ellas Bolombolo, Santa Fe de Antioquia, Valdivia, Ituango, Cáceres, Caucasia y Nechí.
Durante el recorrido por este departamento recibe las aguas de numerosos y caudalosos ríos, entre los que se destaca  su principal tributario, el  Río Nechí El cual le aporta un caudal promedio de 830 m³/s.
En jurisdicción del municipio de San Andrés de Cuerquia comienza el proyecto de embalse Hidroituango

### Sucre
En este departamento, recorre el municipio de Guaranda (Sucre), siendo este el único municipio de este departamento que se encuentra a la orilla de este río.

### Bolívar
Recorre el municipio de San Jacinto del Cauca, y está en los límites con el departamento de Sucre. Pasa, también, por el municipio de Achí y, finalmente, desemboca en el río Magdalena en el Municipios de Pinillos cerca a su cabecera municipal  y de la vereda Las Flores en la ecorregión de la Mojana.

## Contaminación
En sus 1350 km de recorrido el río Cauca es vertedero de aguas residuales de más de 10 millones de personas. La primera gran carga contaminante la recibe en la ciudad de Popayán, donde varios ríos y quebradas traen aguas residuales no tratadas de cerca de 400.000 personas. Popayán en sí misma, con casi 300.000 habitantes, no cuenta con una planta de tratamiento de aguas residuales (PTAR).
Continuando con el recorrido, en la represa de la Salvajina el río reposa y se oxigena un poco, sin embargo, posteriormente pasa por 7 minas de oro, algunas de las cuales utilizan mercurio en su extracción y antes de entrar al departamento del Valle del Cauca hay 8 areneras entre artesanales e industriales.
A su paso por Cali, el Cauca aún tiene aguas bajo los límites de tratabilidad para consumo humano, sin embargo, las Empresas Municipales de Cali (EMCALI) tienen que gastar importantes recursos en oxigenación en sus bocatomas.
La planta de tratamiento de aguas residuales de Cañaveralejo (PTAR-C), trata las aguas residuales colectada por el alcantarillado de la ciudad de Cali antes de devolverlos al Cauca, pero su capacidad es suficiente para limpiar únicamente el 60% del total del flujo de aguas negras.
El canal colector sur de Cali colecta las aguas residuales de cerca de 200.000 personas del suroriente de la ciudad y vierte sus aguas, sin tratamiento, al río Cauca. Este canal pasa el basurero de Navarro, donde la ciudad de Cali botaba 1800-2000 toneladas diarias de residuos sólidos. Según informes de entidades ambientales, del basurero de Navarro se filtran hacia el canal colector sur 240.000 metros cúbicos de lixiviados cada año, los cuales pasan posteriormente al río Cauca con una altísima carga tóxica y contaminante.
Las autoridades ambientales, encabezadas por la Corporación Autónoma Regional del Valle del Cauca (CVC), impusieron órdenes de cierre al basurero de Navarro y finalmente este dejó de recibir residuos sólidos en enero del 2008. Esto alivió en parte la carga contaminante que Cali vierte en el río Cauca. Es de anotar que el canal colector sur queda antes de la bocatoma de Puerto Mallarino, donde la ciudad de Cali suple su acueducto.
Al salir de Cali el río Cauca pasando por el municipio de Yumbo su nivel de oxígeno es cero.
En el resto de su ruta, el Cauca recibe diariamente más de 330 toneladas de residuos orgánicos de ciudades como Manizales, Pereira y Medellín.

## Afluentes
Lista de los principales tributarios directos del Cauca organizados de sur a norte. Junto con algunos de sus afluentes indirectos
| Ríos afluentes directos | Departamento                      | Municipio donde se une al Cauca   | Ríos Afluentes indirectos      |
| ----------------------- | --------------------------------- | --------------------------------- | ------------------------------ |
| Negro                   | Cauca                             | Puracé - Coconuco                 | -                              |
| Blanco                  | Cauca                             | Puracé - Coconuco                 | -                              |
| Grande                  | Cauca                             | Puracé - Coconuco                 | La Calera, Colorado, Blanco.   |
| Vinagre                 | Cauca                             | Puracé - Coconuco                 | Molino, Anambío, San Francisco |
| Las Piedras             | Cauca                             | Popayán                           | Santa Teresa                   |
| Molino                  | Cauca                             | Popayán                           | -                              |
| Gualimbío               | Cauca                             | Popayán                           | -                              |
| Hondo                   | Cauca                             | Popayán-El Tambo                  | Robles, Negro, Salado          |
| Palacé                  | Cauca                             | Popayán-Cajibío                   | Guangubio, Mota                |
| Sucio                   | Cauca                             | El Tambo                          | Blanco, Minaydao               |
| Urbío                   | Cauca                             | Cajibío                           | -                              |
| Seguenguito             | Cauca                             | El Tambo-Cajibío                  | Ortega                         |
| Cajibío                 | Cauca                             | Cajibío                           | Carrizal                       |
| Puente Alto             | Cauca                             | Cajibío                           | -                              |
| Dinde                   | Cauca                             | Cajibío-Morales                   | Ortega, Dorado                 |
| La Pedregosa            | Cauca                             | Cajibío                           | -                              |
| Piendamó                | Cauca                             | Cajibío-Morales                   | Caimital                       |
| Nangué                  | Cauca                             | Morales                           | -                              |
| Inguito                 | Cauca                             | Morales-Suárez                    | Risaralda, Blanco              |
| Ovejas                  | Cauca                             | Suárez-Buenos Aires               | Mondomo, Sondoco, Cabuyal      |
| Aznazu                  | Cauca                             | Suárez                            | -                              |
| Timba                   | Cauca-Valle del Cauca             | Suárez-Jamundí                    | Chupadero                      |
| Teta                    | Cauca                             | Buenos Aires-Stdr de Quilichao    | Mazamorrero                    |
| Quinamayo               | Cauca                             | Santander de Quilichao            | Quilichao                      |
| La Quebrada             | Cauca                             | Santander de Quilichao-Villa Rica | Japío, Grande                  |
| Claro                   | Valle del Cauca                   | Jamundí                           | Guachinte                      |
| Paila                   | Cauca                             | Villa Rica-Puerto Tejada          | Güengüe, Hato, Jagual          |
| Jamundí                 | Valle del Cauca                   | Jamundí-Cali                      | Pance, Jordán                  |
| Desbaratado             | Cauca-Valle del Cauca             | Puerto Tejada-Candelaria          | -                              |
| Interceptor Sur         | Valle del Cauca                   | Cali                              | Cañaveralejo, Meléndez, Lili   |
| Cali                    | Valle del Cauca                   | Cali-Yumbo                        | Pichindé, Aguacatal            |
| Arroyohondo             | Valle del Cauca                   | Yumbo                             | -                              |
| Yumbo                   | Valle del Cauca                   | Yumbo                             | Yumbillo                       |
| Guachal                 | Valle del Cauca                   | Palmira                           | Fraile, Las Cañas, Bolo        |
| San Marcos              | Valle del Cauca                   | Yumbo                             | -                              |
| Amaime                  | Valle del Cauca                   | Palmira-El Cerrito                | Nima                           |
| Vijes                   | Valle del Cauca                   | Vijes                             | Carbonero                      |
| Zabaletas               | Valle del Cauca                   | El Cerrito-Guacarí                | -                              |
| Guabas                  | Valle del Cauca                   | Guacarí                           |                                |
| Sonso                   | Valle del Cauca                   | Guacarí-Buga                      |                                |
| Yotoco                  | Valle del Cauca                   | Yotoco                            |                                |
| Media Canoa             | Valle del Cauca                   | Yotoco                            |                                |
| Guadalajara             | Valle del Cauca                   | Buga                              |                                |
| Piedras del Valle       | Valle del Cauca                   | Yotoco-Riofrío                    |                                |
| Limones                 | Valle del Cauca                   | Riofrío                           |                                |
| Frío                    | Valle del Cauca                   | Riofrío                           |                                |
| Tuluá                   | Valle del Cauca                   | Tuluá                             |                                |
| Morales                 | Valle del Cauca                   | Tuluá-Andalucía                   |                                |
| Bugalagrande            | Valle del Cauca                   | Bugalagrande                      |                                |
| Pescador                | Valle del Cauca                   | Bolívar                           |                                |
| La Paila                | Valle del Cauca                   | Zarzal                            |                                |
| Chanco                  | Valle del Cauca                   | Ansermanuevo                      |                                |
| Catarina                | Valle del Cauca                   | Ansermanuevo                      |                                |
| La Vieja                | Valle del Cauca-Risaralda-Quindío | Cartago-Pereira                   |                                |
| Cañaveral               | Valle del Cauca-Risaralda         | Ansermanuevo-Balboa               |                                |
| Risaralda               | Risaralda                         | Balboa-La Virginia                |                                |
| Otún                    | Risaralda                         | Pereira-Marsella                  |                                |
| San Francisco           | Risaralda-Caldas                  | Marsella-Chinchiná                |                                |
| Campoalegre             | Caldas                            | Chinchiná-Palestina               |                                |
| Chinchiná               | Caldas                            | Palestina-Manizales               |                                |
| Opirama                 | Risaralda-Caldas                  | Anserma-Quinchía                  |                                |
| Tapias                  | Caldas                            | Neira-Filadelfia                  |                                |
| Quinchía                | Risaralda                         | Quinchía                          |                                |
| Supía                   | Caldas                            | Riosucio-Supía                    |                                |
| Maibá                   | Caldas                            | Filadelfia-La Merced              |                                |
| Pozo                    | Caldas                            | La Merced-Pácora                  |                                |
| Arquía del Eje cafetero | Caldas-Antioquia                  | Marmato-Caramanta                 |                                |
| Pácora                  | Caldas                            | Pácora-Aguadas                    |                                |
| Arma                    | Caldas-Antioquia                  | Aguadas-La Pintada                |                                |
| Poblanco                | Antioquia                         | La Pintada-Fredonia               |                                |
| Cartama                 | Antioquia                         | La Pintada-Támesis                |                                |
| Piedras de Jericó       | Antioquia                         | Jericó                            |                                |
| Combia                  | Antioquia                         | Fredonia                          |                                |
| Cruces                  | Antioquia                         | Jericó-Tarso                      |                                |
| Mulato                  | Antioquia                         | Tarso                             |                                |
| San Juan                | Antioquia                         | Tarso-Salgar                      |                                |
| Fotuta                  | Antioquia                         | Salgar-Concordia                  |                                |
| Sinifaná                | Antioquia                         | Venecia-Titiribí                  |                                |
| Comiá                   | Antioquia                         | Concordia                         |                                |
| Amagá                   | Antioquia                         | Titiribí-Armenia Mantequilla      |                                |
| San Mateo               | Antioquia                         | Betulia                           |                                |
| Guaca                   | Antioquia                         | Armenia Mantequilla-Ebéjico       |                                |
| Torito-Quioná           | Antioquia                         | Anzá                              |                                |
| Niverengo               | Antioquia                         | Anzá                              |                                |
| Noque                   | Antioquia                         | Anzá-Santa Fe de Antioquia        |                                |
| Quebradaseca            | Antioquia                         | Sopetrán                          |                                |
| Tonusco                 | Antioquia                         | Santa Fe de Antioquia             |                                |
| Aurra                   | Antioquia                         | Sopetrán                          |                                |
| Sopetrana               | Antioquia                         | Sopetrán                          |                                |
| Juan García             | Antioquia                         | Liborina                          |                                |
| Clara                   | Antioquia                         | Buriticá                          |                                |
| Las Cuatro              | Antioquia                         | Buriticá                          |                                |
| Peque                   | Antioquia                         | Peque                             |                                |
| Pená                    | Antioquia                         | Peque-Ituango                     |                                |
| Santa María             | Antioquia                         | Sabanalarga-Toledo                |                                |
| San Andrés              | Antioquia                         | Toledo-Briceño                    |                                |
| Ituango                 | Antioquia                         | Ituango                           |                                |
| Sinitavé                | Antioquia                         | Ituango                           |                                |
| Espíritu Santo          | Antioquia                         | Briceño-Valdivia                  |                                |
| Valdivia                | Antioquia                         | Valdivia                          |                                |
| Pescado                 | Antioquia                         | Valdivia                          |                                |
| Neri                    | Antioquia                         | Valdivia-Tarazá                   |                                |
| Purí                    | Antioquia                         | Tarazá                            |                                |
| Puquí                   | Antioquia                         | Valdivia-Tarazá                   |                                |
| Rayo                    | Antioquia                         | Tarazá                            |                                |
| Corrales                | Antioquia                         | Cáceres                           |                                |
| Tarazá                  | Antioquia                         | Tarazá                            |                                |
| Noa                     | Antioquia                         | Tarazá                            |                                |
| Dentón                  | Antioquia                         | Cáceres                           |                                |
| Cahuá                   | Antioquia                         | Cáceres                           |                                |
| Tamaná                  | Antioquia                         | Cáceres                           |                                |
| El Saino                | Antioquia                         | Cáceres                           |                                |
| Man                     | Antioquia                         | Cáceres-Caucasia                  |                                |
| El Tigre                | Antioquia                         | Caucasia                          |                                |
| Palanca                 | Antioquia                         | Caucasia                          |                                |
| Nechí                   | Antioquia                         | Nechí                             |                                |

El río San Jorge, solía desembocar al Cauca, sin embargo, la desviación natural del río Magdalena a la altura del municipio de El Banco, por el brazo de Loba, ha generado que el Cauca, que antes tributaba sus aguas en Magangué, ahora lo haga en Pinillos, y el Magdalena corra ahora por el cauce antiguo del Cauca, haciendo que el San Jorge sea su tributario directo.